# Helmut Scholz (Staatssekretär)
Helmut Scholz (* 14. Oktober 1929 in Delitzsch; † 28. September 2022 in Bonn) war ein deutscher Ministerialbeamter. Er war von 1991 bis 1993 Staatssekretär im Bundesministerium für Ernährung, Landwirtschaft und Forsten.

## Leben

### Ausbildung
Scholz machte nach dem Schulbesuch von 1936 bis 1945 in Delitzsch und Meseritz von 1945 bis 1948 zunächst eine landwirtschaftliche Lehre. Anschließend besuchte er von 1948 bis 1949 die Oberschule in Unna und ging von 1950 bis 1951 zur Höheren Landbauschule in Soest. Es folgte von 1951 bis 1954 ein Studium der Landwirtschaft in Stuttgart-Hohenheim, welches er als Diplom-Landwirt abschloss. Zudem wurde er 1957 zum Dr. agr. promoviert.

### Laufbahn
Helmut Scholz trat im Mai 1957 in das Bundesministerium für Ernährung, Landwirtschaft und Forsten ein, wo sich bis zum Eintritt in den Ruhestand sein ganzer beruflicher Werdegang abspielte. So arbeitete er ab Mai 1957 zunächst an den Grünen Plänen und Grünen Berichten mit. Danach diente er im Ministerium von Mai 1963 bis Mitte 1970 dem Staatssekretär Rudolf Hüttebräuker als persönlicher Referent.
Er wurde im Juni 1970 zum Leiter der Unterabteilung Wirtschaftsbeobachtung und Planung und im März 1975 zum Leiter der Unterabteilung Gesellschafts- und Sozialpolitik im ländlichen Raum ernannt. Es folgte im November 1978 eine Beförderung zum Leiter der Abteilung Agrarische Erzeugung, Veterinärwesen sowie im selben Jahr zudem zum Präsidenten des Auswertungs- und Informationsdienstes für Ernährung, Landwirtschaft und Forsten (AID).
Mit Wirkung vom 1. September 1991 wurde er zum Staatssekretär unter Bundesminister Ignaz Kiechle (CSU) im Bundesministerium für Ernährung, Landwirtschaft und Forsten ernannt. Er folgte auf Staatssekretär Kurt Eisenkrämer, welcher im August desselben Jahres in den Ruhestand eingetreten war. Als Staatssekretär war Scholz besonders für die Situation der Landwirtschaft in den damals neuen Bundesländern zuständig. Scholz diente auch unter Bundesminister Jochen Borchert (CDU), dem Nachfolger von Kiechle. 
Am 31. August 1993 trat Scholz in den Ruhestand.

### Familie
Helmut Scholz heiratete im Jahr 1961 Rosemarie Krüger und bekam einen Sohn Jürgen.